# Пірс Ганьон
Пірс Ганьон (англ. Pierce Gagnon, народився 25 липня 2005) — американський актор. Відомий своїми ролями у фільмі «Петля часу» і серіалі «Екстант», а також озвученням Тіма Темплтона в мультсеріалі Netflix «The Boss Baby: Back in Business».

## Особисте життя
Ганьйон народився 25 липня 2005 року в Атланті, штат Джорджія. У нього є троє молодших братів і сестер. Він проживає в Лос-Анджелесі.

## Кар'єра
Ганьйон зіграв Логана Еванса, сина Клея Еванса, у 9 сезоні драматичного серіалу «Школа виживання».
У січні 2011 року його взяли на роль Сіда Гаррінгтона, дитини з незвичайними телекінетичними здібностями, у фільмі «Петля часу». Раян Джонсон сказав: «Озираючись назад, я трохи наляканий, що успіх основної частини фільму залежав від пошуку такого, як Пірс. Дійсно рідко можна знайти дитину, яка може робити те, що він робить. Він знімав тристорінкові діалогові сцени з Емілі [Блант] і Джо [Гордон-Левітт] і тримався з ними на рівних до кінця».
Після озвучення Тіаго в «Ріо 2», Ганьйон зіграв Такера Блума в комедійній драмі «Wish I Was Here» . Він зіграв Ітана Вудса, сина-андроїда Моллі Вудс (Геллі Беррі), у науково-фантастичному драматичному серіалі «Екстант».  Ганьйон був визнаний одним з кращих акторів до двадцяти років.
У 2017 році він зіграв Сонні Джима Джонса у серіалі Showtime «Твін Пікс». З 2018 по 2020 рік він озвучував персонажа Тіма Темплтона в мультсеріалі Netflix «The Boss Baby: Back in Business».
У 2020 році Ганьйон озвучив роль молодого Фреда Джонса у фільмі «Скуб!».

## Фільмографія

### Фільми
| Рік  |    | Українська назва                  | Оригінальна назва          | Роль              |
| ---- | -- | --------------------------------- | -------------------------- | ----------------- |
| 2010 | ф  | Божевільні                        | The Crazies                | розгублена дитина |
| 2012 | ф  | Петля часу                        | Looper                     | Сід               |
| 2014 | ф  |                                   | Wish I Was Here            | Такер             |
| 2014 | ф  |                                   | A Merry Friggin' Christmas | Дуглас Мітчлер    |
| 2014 | мф | Ріо 2                             | Rio 2                      | Тьяго (голос)     |
| 2015 | ф  | Земля майбутнього: Світ за межами | Tomorrowland               | Нейт Ньютон       |
| 2020 | мф | Скубі-Ду                          | Scoob!                     | Фред (голос)      |
| 2023 | мф | скасований фільм                  | Scoob!: Holiday Haunt      | Фред (голос)      |

### Телебачення
| Рік       |    | Українська назва      | Оригінальна назва               | Роль                                          |
| --------- | -- | --------------------- | ------------------------------- | --------------------------------------------- |
| 2010      | тф |                       | The Way Home                    | Маленький Джо                                 |
| 2012      | с  | Школа виживання       | One Tree Hill                   | Логан Еванс (7 епізодів)                      |
| 2014—2015 | с  | Екстант               | Extant                          | Ітан Вудз (26 епізодів)                       |
| 2017      | с  | Твін Пікс: Повернення | Twin Peaks: The Return          | Сонні Джим Джонс (9 епізодів)                 |
| 2018—2020 | мс |                       | The Boss Baby: Back in Business | Тім (голос, 16 епізодів)                      |
| 2020      | мс | Гучний дім            | The Loud House                  | Раян Міллер (голос, Епізод: "Family Bonding") |

## Зовнішні посилання
- Пірс Ганьон на сайті IMDb (англ.)
- Пірс Ганьон на сайті Rotten Tomatoes (англ.)